# Black Rose: 20 Years Ago
King Diamond & Black Rose 20 Years Ago (A Night of Rehearsal) је албум издат под називом бенда Кинг Дајмонд, међутим, чињеница је да је то компилација песама бенда (пре Мерсифул Фејта) Black Rose.

## Лист песама
1. „Locked up in the Snow“ – 3:33
2. „Holy Mountain Lights“ – 5:45
3. „Crazy Tonight“ – 4:53
4. „Virgin“ – 5:43
5. „Kill for Fun“ – 5:14
6. „The End“ – 6:48
7. „Road Life“ – 4:25
8. „Soul Overture“ – 5:12
9. „Doctor Cranium“ – 3:31
10. „Disgrace“ – 5:40
11. „I Need Blood“ – 5:59
12. „Radar Love“ – 6:55 (Cover Golden Earring)

## Постава бенда
- Кинг Дајмонд - вокал